# Archidiecezja Santiago de Chile
Archidiecezja Santiago de Chile (łac. Archidioecesis Sancti Iacobi in Chile) – archidiecezja Kościoła rzymskokatolickiego w Chile. Została erygowana w 1561 jako diecezja, zaś w 1840 została podniesiona do rangi archidiecezji.

## Ordynariusze
- Osobny artykuł: Biskupi Santiago de Chile.